# Campionati mondiali master di orientamento
I Campionati mondiali master di orientamento (World Masters Orienteering Championships) sono una competizione internazionale di orientamento nata nel 1996. In essa gareggiano atleti che hanno dai 35 anni in su.
| Anno | Data                     | Stato         | Località        | Risultati |
| ---- | ------------------------ | ------------- | --------------- | --------- |
| 1996 | 8-12 aprile              | Spagna        | Murcia          |           |
| 1997 | 29 settembre - 4 ottobre | Stati Uniti   | Minnesota       |           |
| 1998 | 1-5 luglio               | Rep. Ceca     | Nový Bor        | Risultati |
| 1999 | 19-23 luglio             | Danimarca     | Århus           | Risultati |
| 2000 | 1-7 gennaio              | Nuova Zelanda | Feilding        | Risultati |
| 2001 | 1-5 luglio               | Lituania      | Nida            | Risultati |
| 2002 | 6-11 ottobre             | Australia     | Bendigo         | Risultati |
| 2003 | 13-17 luglio             | Norvegia      | Halden          | Risultati |
| 2004 | 3-10 luglio              | Italia        | Asiago          | Risultati |
| 2005 | 22-31 luglio             | Canada        | Edmonton        | Risultati |
| 2006 | 1-8 luglio               | Austria       | Wiener Neustadt | Risultati |
| 2007 | 7-14 luglio              | Finlandia     | Kuusamo         | Risultati |
| 2008 | 28 giugno - 5 luglio     | Portogallo    | Marinha Grande  | Risultati |
| 2009 | 10 - 18 ottobre          | Australia     | Sydney          | Risultati |
| 2010 | 31 luglio - 7 agosto     | Svizzera      | Neuchâtel       | Risultati |
| 2011 | 1-8 luglio               | Ungheria      | Pécs            | Risultati |
| 2012 | 1-7 luglio               | Germania      | Bad Harzburg    | Risultati |
| 2013 | 2-11 agosto              | Italia        | Sestriere       | Risultati |
| 2014 | 1-8 novembre             | Brasile       | Porto Alegre    | Risultati |
| 2015 | 26 luglio - 1 agosto     | Svezia        | Göteborg        | Risultati |
| 2016 | 7-13 agosto              | Estonia       | Tallinn         | Risultati |
| 2017 | 23-29 aprile             | Nuova Zelanda | Auckland        | Risultati |
| 2018 | 6-13 luglio              | Danimarca     | Copenaghen      | Risultati |
| 2019 | 6-12 luglio              | Lettonia      | Riga            | Risultati |
| 2020 | 7-15 agosto              | Slovacchia    | Košice          |           |
| 2021 | 22-29 maggio             | Giappone      |                 |           |
| 2022 | 26 giugno-3 luglio       | Italia        | Gargano         |           |

### Manifestazioni
- Campionati mondiali master di orientamento 2011 Archiviato il 22 maggio 2012 in Internet Archive. - Ungheria
- Campionati mondiali master di orientamento 2012 - Germania